# Abd Allah ibn Abd al-Muttalib
‘Abd Allāh ibn ‘Abd al-Mùttalib ibn Hàshim (in arabo عبد الله بن عبد المطلب‎?; La Mecca, 544 o 545 – Yathrib, 570) è stato un mercante arabo, noto per essere stato il padre del profeta Maometto.
Nato alla Mecca, appartenne a un importante clan di mercanti, quello degli Banu Hāshim, componente della più vasta tribù dei Banu Quraysh, o coreisciti, di Mecca. ‘Abd Allāh era figlio dell'importante esponente meccano ‘Abd al-Muṭṭalib ibn Hāshim.
Sposò Āmina bint Wahb, figlia del sayyid del clan dei Banu Zuhra, anch'esso appartenente ai B. Quraysh.
Di lui si celebra tra l'altro la bellezza, tanto che la tradizione vuole che a lui si offrisse sulla pubblica via una giovane, ufficialmente perché scorgeva intorno a lui un'aura particolare che gli esegeti tradizionisti musulmani spiegheranno come originata dall'imminente matrimonio che avrebbe portato a generare il futuro profeta dell'Islam.
Morì a Yathrib (oggi Medina), giovanissimo, al termine d'un viaggio di commercio (come conduttore di cammelli), intrapreso pochi mesi dopo il suo matrimonio, che l'aveva portato nella palestinese Gaza. Secondo un'informazione di Ṭabarī fu sepolto nel cimitero chiamato Dar al-Nabigha. Nello stesso anno nascerà postumo il suo unico figlio Maometto.